# الموجز فی اصول الفقه
الموجز فی اصول الفقه معروف به الموجز نام کتابی است اثر جعفر سبحانی که در علم اصول فقه و به زبان عربی تألیف شده‌است.

## جایگاه کتاب
این کتاب به عنوان متن درسی در حوزه‌های علمیه تدریس می‌شود.

## مقدمه
سبحانی در بخشی از مقدمه این کتاب چنین می‌نویسد:
فهذا کتابُ وَجیز فی أُصولِ الفقهِ یستعرَضُ أهمّ المسائلِ الأُصولیّة الّتی تعدّ أُسُسَاً لاستنباط الأحکام الشرعیة من مصادرها المعیّنة. وقد وضعته للمبتدئین فی هذا الفن، و الغرض من وراء ذلک، إیقافهم علی أُمّهات المسائل من دون إیجاز مخلّ، و لا إطناب مملّ. (این کتاب مختصری در اصول فقه است که به بیان مهم‌ترین مسائل اصولی که برای استنباط احکام شرعیه از منابع خاص آن لازم است، می‌پردازد. من این کتاب را برای مبتدیان در این علم قرار دادم تا بدون کوتاه بودن مطالب که باعث ضرر در فهم است و طولانی بودن خسته کننده بر مسائل اصلی این علم توقفی کنند)

## ساختار کتاب
جعفر سبحانی در این کتاب پس از بیان مقدمه ای دربارهٔ کلیات علم اصول فقه و بیان مباحث آن، هشت مقصد را در کتاب مطرح می‌کند:
- مقصد اول: اوامر
- مقصد دوم: نواهی
- مقصد سوم: مفاهیم
- مقصد چهارم: عموم و خصوص
- مقصد :مطلق و مقید و و مجمل و مبین
- مقصد: حجج و امارات
- مقصد: اصول عملیه
- مقصد: تعارض ادله[۲][۴]

## شروح
این کتاب تا کنون بارها ترجمه، شرح و تلخیص شده‌است. بخشی از آن‌ها عبارتند از:
- ترجمه و شرح الموجز فی اصول الفقه / مسلم قلی‌پور[۵]
- ترجمه و شرح الموجز فی اصول الفقه / عباس زراعت[۶]
- ترجمه و شرح فارسی الموجز فی اصول الفقه / علی عدالت[۷]
- شرح الموجز فی اصول الفقه / مجید فرج زاده فسائی[۸]
- المحرز فی شرح الموجز فی أصول الفقه / محمدحسین عبدی[۹]
- تلخیص کامل الموجز فی اصول الفقه / کریم صالحی[۱۰]
- تلخیص نموداری الموجز فی اصول الفقه / محسن سعیدی[۱۱]
- کاملترین ترجمه و تلخیص نموداری الموجز فی اصول الفقه / مجتبی احدی‌نژاد[۱۲]
- خلاصه جامع الموجز فی اصول الفقه / حمید فرجی[۱۳]
- تلخیص جامع الموجز فی اصول الفقه (نموداری) / عبدالرحمن نجفی عمرانی[۱۴]